# Dorog
Dorog é uma cidade da Hungria, situada no condado de Komárom-Esztergom. Tem 11,54 km² de área e sua população em 2019 foi estimada em 11.883 habitantes.